# Eugène Müntz
Eugène Müntz (11 de junio de 1845, Soultz-sous-Forêts, Bas-Rhin - 30 de octubre de 1902, París) fue un historiador del arte francés nacido en Alsacia.
Enseñó historia del arte en la Escuela Nacional de Bellas Artes, donde fue profesor desde 1885 hasta 1893. Se especializó en el Renacimiento italiano.

## Obra
- Notes sur les Mosaïques de l'Italie , 1874/92
- Les artes à la cour des Papes colgante le XV  e  et le XVI  e  siècle , 4 vols., 1878-1898
- Les précurseurs de la Renaissance , 1881
- Raphaël, sa vie, son œuvre et son temps  de 1881
- Histoire de la tapisserie , 1882
- Etudes sur l'histoire de la peinture et de l'iconographie chrétienne, 1882
- Histoire de l'art pendant la Renaissance, 3 vols., 1888-1894
- Leonardo da Vinci, l'artiste, le penseur, le savant , 1899

## Familia
Hermano: Achille Müntz químico agrícola.